# Centaurea tadshicorum
Centaurea tadshicorum — вид квіткових рослин родини айстрових (Asteraceae). Ареал: Афганістан, Таджикистан, Узбекистан.

## Морфологічний опис
Centaurea tadshicorum — однорічна трав'яниста рослина до 70–80 см заввишки.